# 안드리 보로베이
안드리 올렉시요비치 보로베이(우크라이나어: Андр  йОлекс  йовичВоробе й, 1978년 11월 29일, 도네츠크 ~ )는 우크라이나의 전 축구 선수로, 포지션은 공격수였다.
보로베이는 1994년 FC 샤흐타르 도네츠크에서 선수 생활을 시작하였다. 1997년 1군으로 승격하였으며, 2000-01 시즌에 21골을 넣으며 득점왕에 올랐다. FC 샤흐타르 도네츠크에서 뛰는 10년 동안 우크라이나 프리미어리그에서 219경기에 나서 80골을 기록하였으며, 2007년 6월 FC 드니프로 드니프로페트로우스크와 3년 계약을 맺었다. 드니프로로 이적한 후, 첫 출전한 국제 대회가 된 UEFA컵 2007/2008 시즌에 애버딘 FC를 상대로 첫 골을 기록해 홈에서 1-1로 비겼으나, 어웨이에서 0-0으로 비긴 것 때문에 어웨이 골 우선 법칙에 따라 탈락하였다. 2009-2010 시즌부터는 FC 아르세날 키예프에서 뛰고 있다.
우크라이나 축구 국가대표팀에는 2000년 잉글랜드 전에서 데뷔하였으며, 2006년 FIFA 월드컵 우크라이나 대표팀의 일원으로 팀의 8강전 진출에 공헌하였다. 대표팀에서 총 68경기에 나서 9골을 득점했으며, 9번째 골은 UEFA 유로 2008 예선 페로 제도와의 경기에서 나왔다.